# Japanischer Wandelgarten

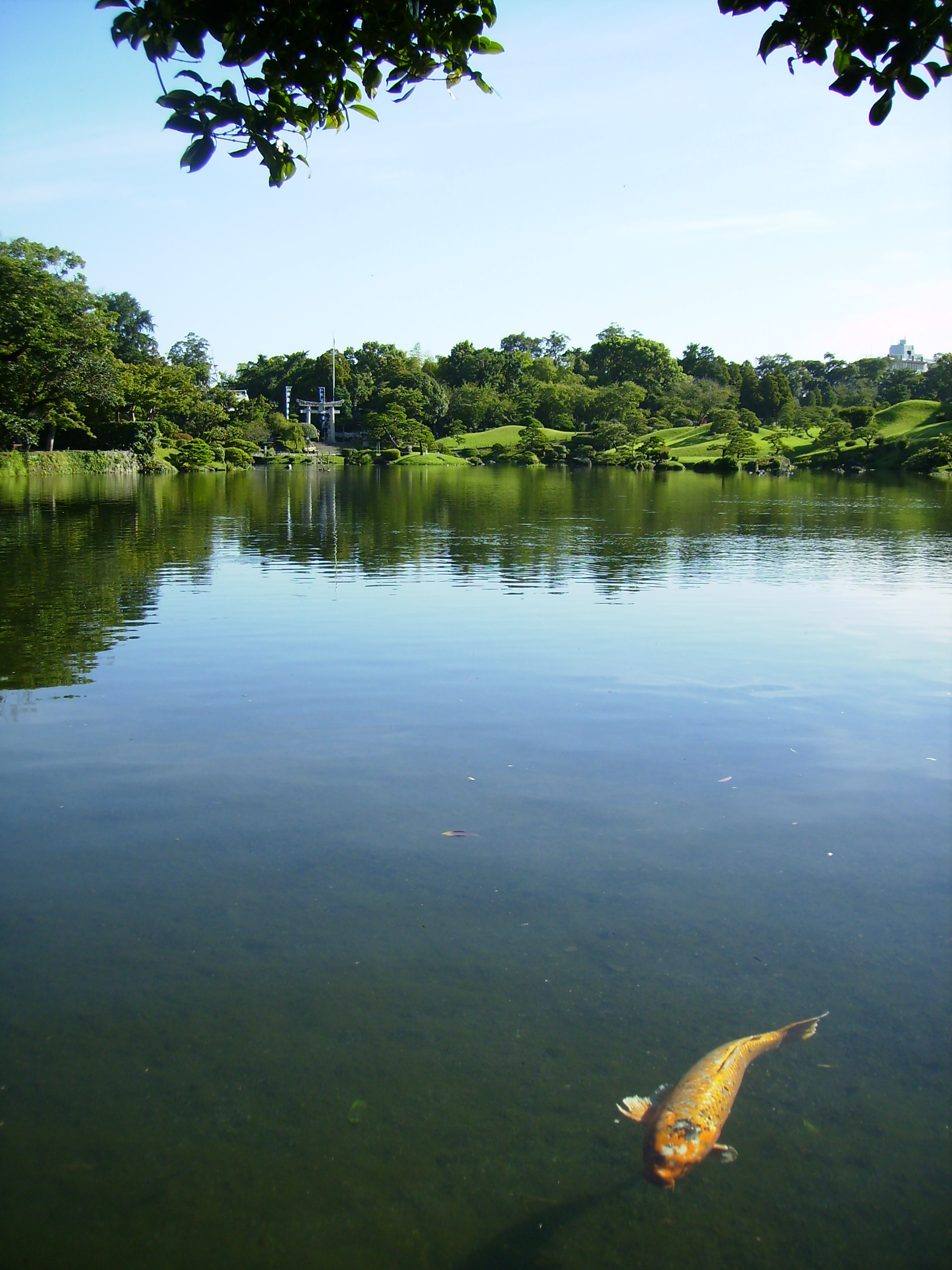
Im Suizenji-Park, Kumamoto

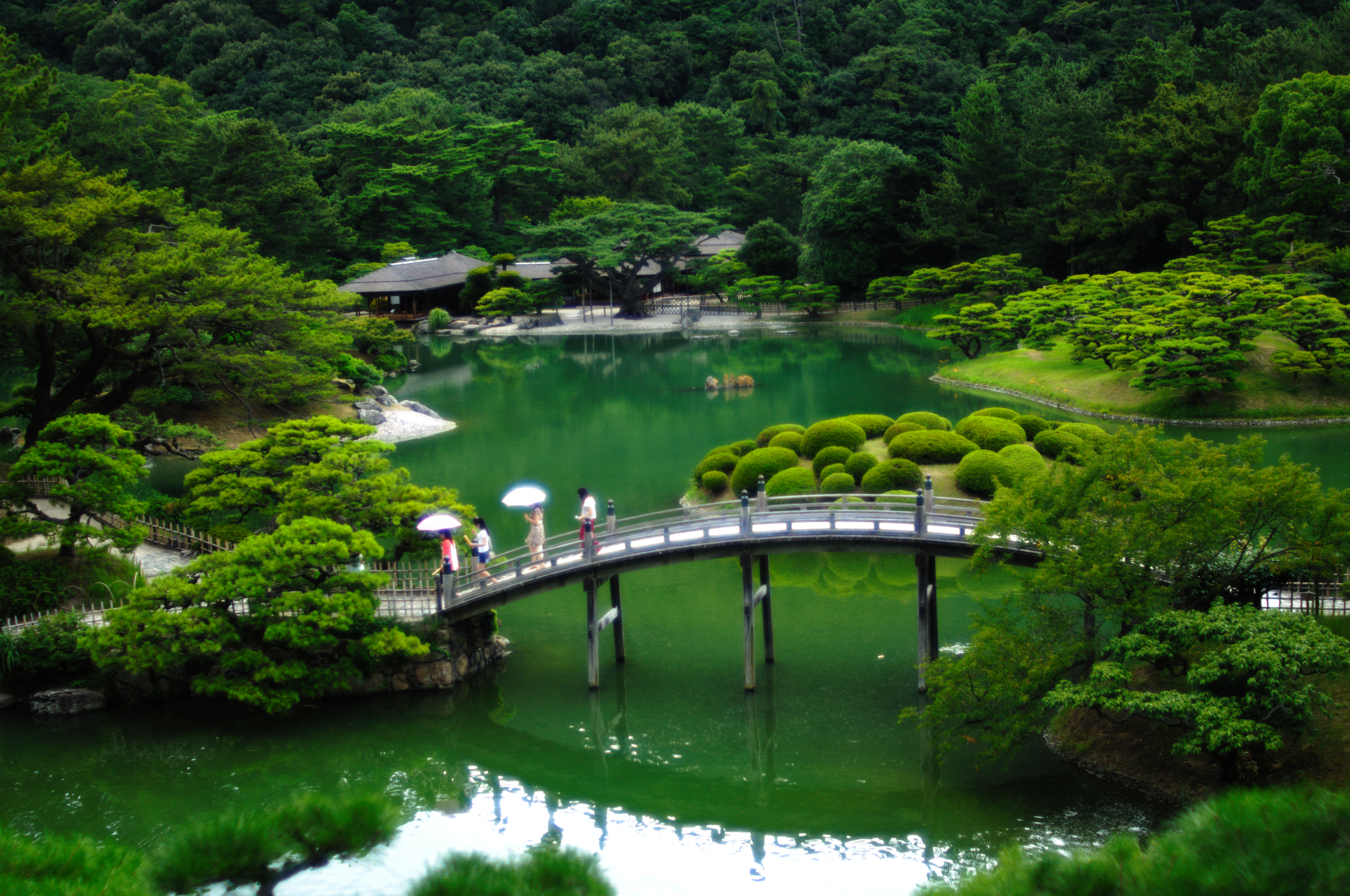
Im Ritsurin-Park, Takamatsu

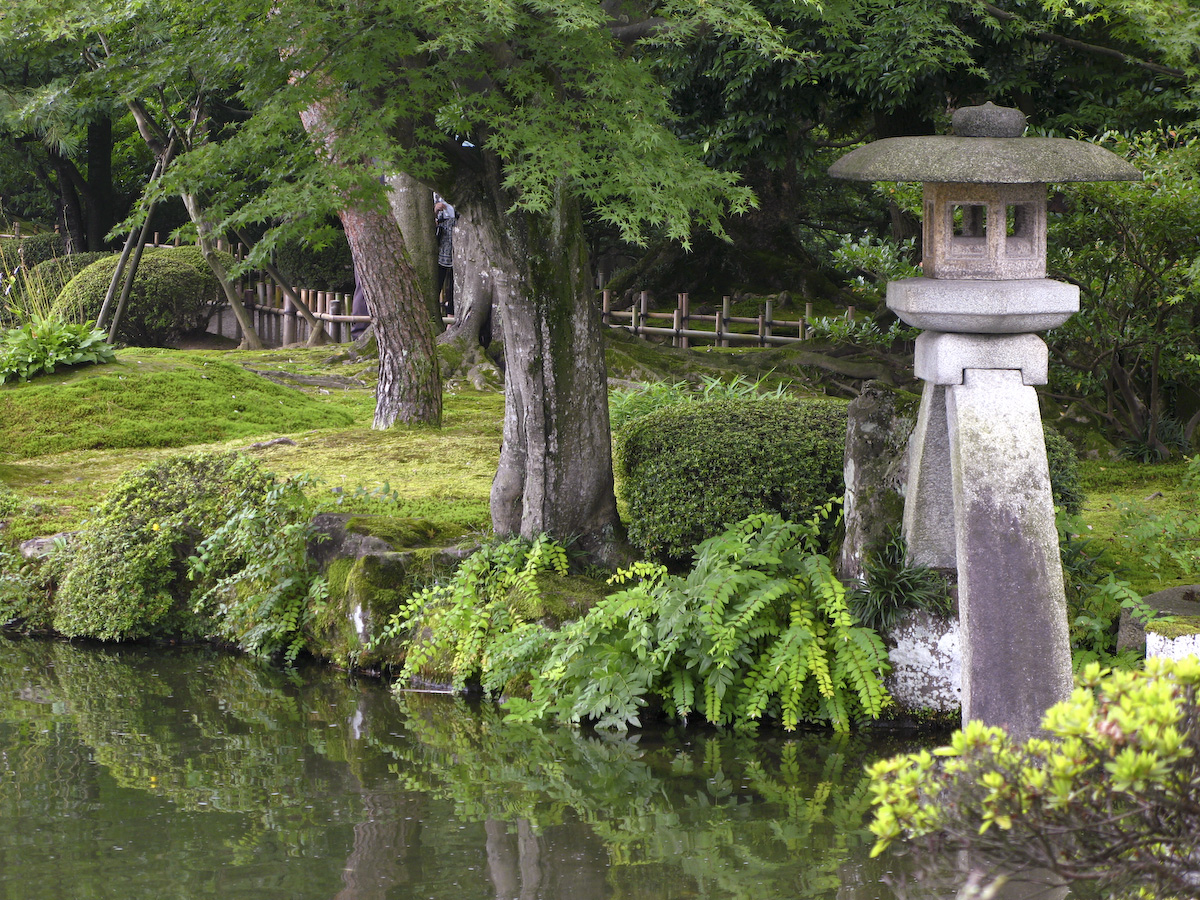
Kotoji-(Yukimi)-Steinlaterne im Kenrokuen, Kanazawa

Der Japanische Wandelgarten (jap. 回遊式庭園, kaiyūshiki teien) ist ein japanischer Landschaftsgarten mit Gewässern zum Durchwandern und Rasten, der ab 1600 aufkam.

## Übersicht
Nachdem die aristokratischen Wandelgärten der Heian-Zeit bis auf Ausnahmen verschwunden waren, entwickelte sich um 1600 eine neue Form des Wandelgartens in zwei Varianten. Sie enthalten immer Landschaften und Gewässer, unterscheiden sich aber in den verwendeten Komponenten und darin, dass die Wandelgärten der Daimyō räumlich getrennt von der Residenz, die des Kaiserhauses aber mit direkten Bezug auf die Residenz angelegt sind.
Häufig verwandte Komponenten sind:
- Mittelinsel (Nakajima), Kranich- (tsurushima) und Schildkröten-Insel (kameshima), Insel der Glückseligen (Hōraishima), „Damm über den Westsee“, Anhöhen
- Steinerne Unterlegscheiben für Tempelsäulen (garan-seki), gelegte Steine (shiki-ishi), Plattenwege (nobedan), locker verlegte viereckige Platten (tobi-ishi), Überqueren eines Gewässers mit Steinen (sawatari),
- Vollmondbrücke (engetsukyō), Zickzack-Brücke (yatsubashi), Handwaschbecken (chōzubachi), Steinlaternen (ishi-dōrō)
- Teehäuser und Pavillons.

### Wandelgärten der Daimyō
Die wichtigsten Wandelgärten sind von Norden nach Süden:
- Mito: Kairaku-en, angelegt erst 1842, bekannt für seine Pflaumenblüte.
- Tokio
  - Hamarikyū-Park, am Rand der Edo-Bucht angelegter Park, der u. a. als Besonderheit Vogelkojen enthält.
  - Kiyosumi-Park, von der Iwasaki-Familie Anfang der  Meiji-Zeit – modernisiert – wieder hergestellt.
  - Koishikawa Kōrakuen, der große Wandelgarten mit vielen Landschaftszitaten aus Japan und China.
  - Rikugi-en, der „Garten der Sechs Prinzipien“ und 88 ausgezeichneten Stellen im Garten.
  - Shibarikyū-Park, ähnlich wie der Hamarikyū-Park an der Bucht angelegt, aber deutlich kleiner.
- Kanazawa: Kenroku-en, angelegt auf dem Höhenrücken vor der Burg und von Gewässern durchflossen. Bekannt ist die Yukimi-Steinlaterne „Kotoji“ am Wasser.
- Nagoya: Tokugawa-en, restaurierte Anlage der Owari-Tokugawa.
- Wakayama: Yōsui-Park, eine große Wasserfläche, von Kiefern umstanden.
- Okayama: Kōraku-en, ein am Fluss angelegter Garten, der u. a. eine Noh-Bühne aufweist.
- Tsuyama: Shūraku-en, ein am Rande einer kleinen Burgstadt angelegter, gut erhaltener Garten.
- Hiroshima: Shukkei-en, zeigt, wie der Name sagt, „komprimierte Landschaft“, (縮景, shukkei). Bekannt ist der Ginkgo, der als einziges Gewächs dort die Atombombe überlebt hat.
- Takamatsu: Ritsurin-Park, ein weitläufiger Wandelgarten, der Hügel im Hintergrund als „geborgte Landschaft“ (借景, shakkei) einbezieht.
- Kumamoto: Suizenji-Park, bietet u. a. die „53 Stationen der Tōkaidō“ im Rahmen einer Miniaturlandschaft.

Kairaku-en, Kenroku-en und Kōraku-en bilden die „Drei berühmten Gärten Japans“ (日本三名園, Nihon san meien).

### Wandelgärten des Kaiserhauses
Alle drei Gärten befinden sich in Kyoto:
- Garten der Katsura-Villa, frei gestaltet, aber von linearen Strukturen durchzogen.
- Garten des Sentō-Palast am Südostende des Kaiserpalastes mit deutlich Meiji-zeitlicher Gestaltung.
- Garten der Shugakuin-Villa, eine landschaftlich schöne, dreiteilige Anlage am Hang.

Für den Besuch dieser Gärten ist eine Anmeldung beim Kyoto-Büro des Kaiserlichen Hofamtes (宮内庁京都事務所) notwendig.